# Colognola ai Colli
Colognola ai Colli – miejscowość i gmina we Włoszech, w regionie Wenecja Euganejska, w prowincji Werona.
Według danych na rok 2004 gminę zamieszkiwało 6914 osób, 345,7 os./km².